# Samuel Melkonian
Pour les articles homonymes, voir Melkonian.
Samuel Melkonian (en arménien : Սամվել Մելքոնյան), né le 15 mars 1984 à Erevan, est un footballeur international arménien évoluent au poste d'ailier droit. Il a participé à 29 rencontres internationales avec l'Arménie depuis ses débuts contre les Pays-Bas le 3 septembre 2005 lors de la phase qualificative de la coupe du monde de football 2006.

## Carrière
Samuel Melkonian a commencé sa carrière professionnelle au Spartak Erevan en 2002. Lorsque le club a fusionné avec le Banants Erevan, il est par conséquent transféré. Il est alors considéré comme l'un des stars du club. En 2008, Samuel Melkonian est transféré au Metalurg Donetsk en Ukraine ; cette expérience est un échec, il n'a joué qu'une partie de la saison et il n'a inscrit aucun but. Ainsi, il revient lors du mercato d'hiver 2009 au Banants.

## Palmarès
- Vainqueur de la Coupe d'Arménie en 2007.
- Championnat d'Arménie en 2017